# Estadio Raoul-Barrière
El Estadio Raoul-Barrière (en francés: Stade Raoul-Barrière), anteriormente Estadio del Mediterráneo es un estadio francés de fútbol y rugby, inaugurado en 1990 y ubicado en la ciudad Béziers.

## Historia
Fue diseñado por el arquitecto turco Jean Balladur y construido como sede para los Juegos Mediterráneos de 1993.
Fue sede de la final de la Copa Desafío Europeo 1996–97, primera edición de la Copa Desafío Europeo de Rugby.
Fue el búnker elegido por la selección de fútbol de Camerún durante la Copa Mundial de Fútbol de 1998.
En mayo de 2002 tuvo su récord de asistencia cuando 20 400 personas presenciaron Castres Olympique vs. Munster Rugby en las semifinales de la Copa Heineken 2001–02.
En mayo de 2019, el estadio pasó a llamarse Estadio Raoul-Barrière en homenaje al entrenador del Grand Béziers dos meses después de su muerte.

### Copa del Mundo de Rugby
En 1991 fue sede de la Copa Mundial de Inglaterra, albergando el partido de Francia vs. Rumania de la fase de grupos.
En 1999 fue sede de la Copa Mundial de Gales, albergó dos partidos del Grupo C, Francia vs. Canadá fue uno de ellos.
Fue una de las sedes del Campeonato Mundial de Rugby Juvenil 2018.